# Carregado
Carregado était une freguesia de la municipalité (en portugais : concelho ou município) d'Alenquer au Portugal, située dans le district de Lisbonne et la Région Centre.
La freguesia de Carregado a disparu en 2013 dans le but de la réforme administrative sociale (ou elle a donc fusionnée avec la ville de Cadafais, pour créer la freguesia de Carregado e Cadafais, dont elle siège-principal).

## Histoire
Carregado est une ville pleine d'histoire. Le premier voyage de train au Portugal a été effectué entre Lisbonne et la ville de Carregado, ville qui a été très importante dans le service de la "mala-posta" (anciens services postaux) au XIXe siècle.

## Population
| Avant 1991          | 1991 | 2001 | 2011   |
| ------------------- | ---- | ---- | ------ |
| Données non connues | 5190 | 9066 | 11 707 |